# Зоряні війни: Війни клонів (мультсеріал, 2003)
Зоряні війни. Війни клонів (англ. Star Wars: Clone Wars) — американський анімаційний серіал, дія якого відбувається у всесвіті «Зоряних воїн» між подіями стрічок «Зоряні війни Епізод II. Атака клонів» і «Зоряні війни. Епізод III. Помста ситхів». Оригінальний серіал був зроблений за замовленням Cartoon Network Studios і вперше показаний в 2003—2005 рр. (25 епізодів довжиною кілька хвилин кожен), а 2005 р. було видано DVD, куди увійшли всі 25 епізодів, згрупованих у два повнометражних фільми.
У серіалі описуються Війни клонів між Республікою та Конфедерацією незалежних систем графа Дуку. Сюжет охоплює події, що стались після фіналу Епізоду II й перед самими початком Епізоду III, зосереджуючись на джедаях Обі-Вані Кенобі та Енакіні Скайвокері.

## Сюжет

### Перша частина
Епізод 1. Банківський клан приховує великі фабрики на планеті Муніліс (Muunilinst), де будуються значні армії дроїдів і великі кораблі. Республіка направляє на планету армію, зібрану генералом Обі-Ваном Кенобі, на чолі з його учнем Енакіном Скайвокером. Таке рішення прийняв верховний канцлер Палпатін попри незгоду джедаїв. Разом із тим Обі-Ван збирає елітний підрозділ бійців для секретної спеціальної місії заради найшвидшої перемоги на Мунілісі.
Епізод 2. Під час нападу на Муніліс Енакін командує повітряним флотом, а Обі-Ван — наземним десантом. Елітний підрозділ бійців клонів-розвідників ARC (Advanced Recon Commandos) відділяється від головних сил наземного десанту та таємно проникає в місто повстанців.
Епізод 3. Корабель бійців ARC збито, вони відбиваються від дроїдів і мають потрапити до командного центру ворогів, ведучи вуличні бої.
Епізод 4. Елітним підрозділом знищено потужну гармату командного центру на Мунілісі. Лідер сепаратистів Сан Хіл (San Hill) панікує, але в битву вступає підступний загін прислужника графа Дуку Дерджа (Durge). Сили найманця успішно прориваються до головних наземних сил Республіки — артилерії.
Епізод 5. Республіка допомагає планеті-океану Мон Каламарі (Mon Calamari), де триває громадянська війна між двома расами. Армія на чолі з майстром-джадаєм Кітом Фісто (Kit Fisto) вирушає на підводну битву з армією дроїдів, яку підтримує одна з рас планети.
Епізод 6. Граф Дуку шукає нових союзників у боротьбі з джедаями. На планеті Рететак (Rattatak) він зустрічає самовпевнену воїтельку, яка перемагає всіх суперників у боях на виживання. Вона представляється як ситх на ім'я Ассаж Вентрес (Asajj Ventress).
Епізод 7. Після того, як Ассаж говорить, що вона ситх, Дуку глузує з неї та, провокуючи на бій, і паралізує блискавкою Сили. Але його керівник Дарт Сідіус високо оцінює здібності Ассаж, присилає їй в подарунок світлові мечі та дає завдання убити Енакіна Скайвокера. Втім, Дарт Сідіус каже Дуку, що вона — лише тимчасовий засіб знищення джедаїв.
Епізод 8. На Мунілісі війська Обі-Вана ведуть боротьбу з дроїдами Дерджа на свупах зі списами. А тим часом підрозділ ARC проникає всередину командного центру сепаратистів.
Епізод 9. Обі-Ван тримає бій і захоплює командний центр, пропонуючи капітуляцію Сан Хілу, який все ще сподівається на допомогу Дерджа.
Епізод 10. Енакін Скайвокер на чолі армії наближає перемогу в космічній битві при Мунілісі, але його війська починає знищувати один невідомий йому пілот. Містичний корабель заманює Енакіна в гіперстрибок, попри накази Обі-Вана не робити цього.
Епізод 11. Переслідуючи невідомий корабель, яким, як упевнений Енакін, керує не дроїд, джедай за відчуттям Сили потрапляє на Явін 4. Обі-Ван посилає за Енакіном підкріплення.
Епізод 12. Майстер Мейс Вінду веде бої армії Республіки на планеті Дантуїн (Dantooine) проти дроїдів, що використовують найпотужніший корабель-молот. Після використання корабля магістр залишається один на один із армією дроїдів, до того ж без свого світлового меча.
Епізод 13. Джедай Вінду продовжує свою битву з дроїдами на Дантуїні, покладаючись на Силу, для знищення сейсмічного корабля-молота.
Епізод 14. На засніженій планеті Ілум (Ilum) дроїди-хамелеони закладають вибухівку в священних для джедаїв печерах, що є джерелом кристалів для світлових мечів. Джедай Лумінара Ундулі (Luminara Unduli) й падаван Берес Офі (Barriss Offee) беруть участь у запеклому бою, але опиняються під завалом.
Епізод 15. Головний охоронець сенаторки Падме, капітан Тайфо, незгоден із тим, що треба вирушити на Ілум для врятування джедаїв Лумінари та Береса. Але Йода його переконує повернути корабель сенатора й один вирушає на допомогу. Біля печер йому перешкоджає батальйон дроїдів.
Епізод 16. Падме, що залишилися на кораблі, переживає за Йоду, тож іде йому на підмогу разом із C-3PO та R2-D2. Але на планеті ще залишаються дроїди-хамелеони.
Епізод 17. Енакін у диких хащах джунглів місяця Явін 4 шукає таємничого ворога попри те, що підкріплення від Обі-Вана загинули за загадкових обставин. Врешті він стикається з Ассаж.
Епізод 18. Ассаж Вінтрес зустрічається з Енакіном у смертельному двобої. Вона досвідчений боєць, що б'ється одразу двома світловими мечами — це справжнє випробування для молодого джедая.
Епізод 19. Бій між Ассаж і Енекіном стає інтенсивнішим. Джедай, сповнений гніву, нападає на супротивника все більш нещадно. Однак, вона — лукавий воїн із декількома особливими прийомами.
Епізод 20. Вдала кампанія на Мунілісі завершена. Але генералу Обі-Вану приходить тривожне повідомлення від майстра Даакмана Берека (Daakman Barrek) з планети Хайпорі (Hypori), де всі війська Республіки розбито новим «генералом-дроїдом» Грівусом, що буквально полює на джедаїв.

### Друга частина
Епізод 21. Всередині розбитого корабля Республіки на планеті Хайпорі триває бій генерала Грівуса та вцілілих джедаїв. Їм на допомогу поспішають найкращі бійці ARC.
Епізод 22. Війська Республіки отримують перемогу за перемогою — розбито генерала Оро Дассин (Oro Dassyne), захоплено планету Боміс Коррі 4 (Bomis Korri 4). Армії сепаратистів однак наближаються до планет Зовнішнього Кільця Кашиїк (Kashyyk), Орто (Orto) та Белдемнік (Bal'demnic). А тим часом Обі-Ван і Енекін прибувають на Нелваан (Nelvaan), де молодий джедай вбиває гіганта Хорекса (Horax).
Епізод 23. Сепаратисти атакують столицю Республіки Корусант (Coruscant). Ворожі війська десантуються на вулиці столиці планети. Майстри джедаї Йода, Мейс Вінду та Сейсі Тіін (Saesee Tiin) мають відбити атаку дроїдів. А тим часом, на планеті Нелваан (Nelvaan) на Енекіна Скайвокера чекає випробування духу…
Епізод 24. Генерал Грівус і його поплічники магна-гвардійці (MagnaGuards) намагаються викрасти канцлера Палпатіна. На його захист стає три джедаї на чолі з Шаак Ті (Shaak Ti). А на планеті Нелваан Енакін збентежений видінням власного майбутнього, але він більше переймається тим, що виявив таємну змову сепаратистів.
Епізод 25. Енакін знайшов таємні лабораторії Конферерації, де шляхетних воїнів планети перетворюють у огидних монстрів. А на Корусанті продовжуються гонитва Грівуса за Палпатіном, яка завершиться катастрофою як для джедаїв, так і для генерала сепаратистів.

## Актори озвучування
| Персонаж, ім'я                         | Актор (голос)                                                      |
| -------------------------------------- | ------------------------------------------------------------------ |
| Енакін Скайвокер                       | Мет Лукас                                                          |
| юний Енакін Скайвокер                  | Френкі Райан Манрікес                                              |
| Обі-Ван Кенобі                         | Джеймс Арнольд Тейлор                                              |
| Йода                                   | Том Кейн                                                           |
| Мейс Вінду                             | ТС Карсон                                                          |
| Кі-Аді-Мунді                           | Даран Норріс                                                       |
| Даакман Беррек                         | Даран Норріс                                                       |
| К'Крухк                                | Кевін Майкл Річардсон                                              |
| Лумінара Ундулі                        | Крі Саммер                                                         |
| Баррісс Оффі                           | Татьяна Йассукович                                                 |
| Сейсі Тіін                             | ТС Карсон                                                          |
| Падме Наберрі Амідала                  | Грей ДеЛісл                                                        |
| Шаак Ті                                | Грей ДеЛісл                                                        |
| Кіт Фісто                              | Річард МакҐонаґел                                                  |
| Солдати-клони                          | Андре Соґліуссо                                                    |
| Квай-Ґон Джин                          | Фред Татаскіор                                                     |
| Тарра Сейрра                           | Кевін Майкл Річардсон                                              |
| падаван Ша'а Ґі                        | Джон ДіМаджіо                                                      |
| Оппо Ренцисис або Рейнкізіс, Ранкізіс  | Фред Татаскіор                                                     |
| Капітан Тайфо                          | Андре Соґліуссо                                                    |
| Аґен Колар                             | Джеймс Арнольд Тейлор                                              |
| Івен Пієл                              | Даран Норріс                                                       |
| Стасс Аллі                             | Грей ДеЛісл                                                        |
| Канцлер Шив Палпатін                   | Нік Джеймсон                                                       |
| C-3PO                                  | Ентоні Деніелс                                                     |
| Дарт Сідіус                            | Нік Джеймсон                                                       |
| Граф Дуку                              | Корі Бартон                                                        |
| Сен Хіл                                | Корі Бартон                                                        |
| Генерал Ґрівус                         | Джон ДіМаджіо (у 20 епізоді), Річард МакҐонаґел (у 21-25 епізодах) |
| Ассаж Вінтрес                          | Грей ДеЛісл                                                        |
| Дердж                                  | Даран Норріс                                                       |
| генерал Оро Дассин                     | ТС Карсон                                                          |
| Ват Тамбор, головний учений Техносоюзу | Нік Джеймсон                                                       |
| учений Техносоюзу #2                   | Джеймс Арнольд Тейлор                                              |
| Нелвааніанці                           | Річар МакҐонаґел, Грей ДеЛісл, Грей ДеЛісл                         |

## Цікаві факти
- Під час зборів армії на чолі з Енекіном Скайвокером для атаки на Муніліс звучить Імперський марш, а процес посадки вояків на кораблі нагадує вхід Дарта Вайдера в Храм джедаїв у ІІІ епізоді.
- Бійці крон секретної спеціальної місії на Мунілісі під час виконання завдання обмінюються тільки жестами, не вступаючи в радіозв'язок.
- Майстер Берек (Daakman Barrek) перед загибеллю на планеті Хайпорі (Hypori) встигає назвати генерала Грівуса дроїдом, хоча він кіборг.
- Де Енекін Скайвокер отримав шрам біля правого ока з серіалу так і не стало відомо.